# Paulo Sérgio Baptista
Paulo Sérgio Baptista, meglio noto come Serginho Baptista (9 maggio 1964), è un ex giocatore di calcio a 5 brasiliano, campione del mondo con la nazionale brasiliana nel 1992 e nel 1996.

## Carriera
Serginho ha partecipato alla spedizione brasiliana al FIFA Futsal World Championship 1992 in cui i verdeoro si sono confermati Campioni del Mondo. Si tratta della prima rassegna mondiale disputata dal giocatore brasiliano, che è stato convocato anche quattro anni dopo per Spagna 1996 dove i verdeoro hanno conquistato il loro terzo titolo mondiale. Nel corso di una carriera trentennale – si ritirò solamente nel 2007, a 43 anni – Serginho vinse una Liga Futsal, cinque Coppe del Brasile e numerosi titoli statali.

## Palmarès

### Club
- Campionato brasiliano: 1

Inter/Ulbra: 1996
- Coppa del Brasile: 1

Minas: 2002

### Nazionale
- Campionato mondiale: 2

Hong Kong 1992, Spagna 1996